# Apremont-sur-Allier
Apremont-sur-Allier is een gemeente in het Franse departement Cher (regio Centre-Val de Loire) en telt 74 inwoners (2009). De plaats maakt deel uit van het arrondissement Saint-Amand-Montrond. Apremont-sur-Allier is lid van Les Plus Beaux Villages de France.

## Geografie
De oppervlakte van Apremont-sur-Allier bedraagt 27,7 km², de bevolkingsdichtheid is dus 2,7 inwoners per km².
De onderstaande kaart toont de ligging van Apremont-sur-Allier met de belangrijkste infrastructuur en aangrenzende gemeenten.

## Demografie
Onderstaande figuur toont het verloop van het inwonertal (bron: INSEE-tellingen).

(Sortering op regio > departement (vet) > gemeente)